# カックーリ
カックーリ（イタリア語: Caccuri）は、イタリア共和国カラブリア州クロトーネ県にある、人口約1,600人の基礎自治体（コムーネ）。

## 地理

### 位置・広がり

#### 隣接コムーネ
隣接するコムーネは以下の通り。括弧内のCSはコゼンツァ県所属を示す。
- カステルシラーノ
- チェレンツィア
- コトロネーイ
- ロッカベルナルダ
- サン・ジョヴァンニ・イン・フィオーレ (CS)
- サンタ・セヴェリーナ